# بخش مییو
بخش مییو (به فرانسوی: Arrondissement de Millau) یک بخش در فرانسه است که در آویرون واقع شده‌است.